# Muju
Huyện Muju (Muju-gun) là một huyện ở tỉnh Jeolla Bắc, Hàn Quốc. Huyện này có diện tích 631,8 km2, dân số năm 2008 là 25,169 người. Đây là khu vực du lịch nổi tiếng của Hàn Quốc.